# 1988 en handball
| Années du handball : 1985 - 1986 - 1987 - 1988 - 1989 - 1990 - 1991    |
| Décennies du handball : 1950 - 1960 - 1970 - 1980 - 1990 - 2000 - 2010 |

Cet article présente les faits marquants de l'année 1988 en handball.

## Par compétitions

### Championnats du monde C
|                           | Hommes   | Femmes  |
| ------------------------- | -------- | ------- |
| Médaille d'or, monde      | Pays-Bas | Suède   |
| Médaille d'argent, monde  | Israël   | France  |
| Médaille de bronze, monde | Autriche | Espagne |

Les moins bonnes équipes européennes évoluent dans le Championnat du monde C avec l'espoir d'accéder au Championnat du monde B, véritable division 2 du handball mondial où les meilleures équipes du Championnat du monde B obtenaient leurs billets pour le Championnat du monde A ou les Jeux olympiques.
Chez les hommes, le édition 1988 du Championnat du monde C (pl) a lieu du 6 au 14 février au Portugal. Dans la poule finale, les Pays-Bas, Israël et l'Autriche terminent tous les trois avec deux victoires et une défaite et obtiennent tous les trois leur accession dans le Championnat du monde B 1989.
Chez les femmes, l'édition 1988 du Championnat du monde C a lieu du 26 octobre au 1er novembre en France. Dix équipes participent à la compétition qui est remportée par la Suède, vainqueur 19 à 18 de la France en finale. Les Bleues obtiennent également le droit de participer au Championnat du monde B 1989 où elles décrocheront leur qualification pour le Mondial A 1990.

### Jeux olympiques
Les tournois masculin et féminin des Jeux olympiques de 1988 a eu lieu à Séoul en Corée du Sud du 20 septembre au 1er octobre. 
|                                     | Hommes           | Femmes           |
| ----------------------------------- | ---------------- | ---------------- |
| Médaille d'or, Jeux olympiques      | Union soviétique | Corée du Sud     |
| Médaille d'argent, Jeux olympiques  | Corée du Sud     | Norvège          |
| Médaille de bronze, Jeux olympiques | Yougoslavie      | Union soviétique |

Pour la première fois depuis 1976, aucun boycott d'importance ne vient gâcher la fête et toutes les meilleures équipes sont bien là mais c'est la Corée du Sud qui va créer la révolution dans cette édition : elle a tout bousculé sur son passage et il lui a manqué un peu de taille, chez les messieurs, pour réussir un incroyable doublé avec l'or remporté par les dames.
Chez les hommes, malgré leur difficile qualification, les Soviétiques réalisent un parcours exemplaire dans le groupe A : après avoir battu les Yougoslaves (24 à 18) puis les Suédois (22 à 18) lors des deux premiers matchs, l'URSS a désormais les cartes en main pour se qualifier pour la finale et ne laisse pas passer sa chance. Malgré un match nul inattendu face à l'Islande, la Yougoslavie s'impose 25 à 21 lors du dernier match de poule face à la Suède et termine à la 2e place devant son adversaire.
Dans le groupe B, le pays hôte a créé la sensation. Et pourtant, deux ans plus tôt, la Corée du Sud a terminé son premier championnat du monde à une anonyme 12e place. Cependant, lors de ces trois premiers matchs, elle bat successivement la Hongrie (vice-champion du monde, 22 à 20), la RDA (médaillée de bronze du mondial, 23 à 22) puis la Tchécoslovaquie (29 à 28). Emmenés par Kang Jae-won qui terminera meilleur buteur, les Coréens s'inclinent lors du dernier match face à l'Espagne mais se qualifient malgré tout pour la finale. Pour la seconde place, trois équipes terminent avec trois victoires et deux défaites : la Hongrie jouera pour la médaille de bronze, la Tchécoslovaquie et l'Allemagne de l'Est se contenteront des matchs pour la 5e et la 7e place respectivement.
En finale, la marche était trop haute pour la Corée du Sud face à l'URSS qui mène 17 à 11 à la mi-temps. Si les Coréens parviennent à revenir au score à 20 à 19, les Soviétiques s'échappent de nouveau pour remporter confortablement le match sur le score de 32 à 25. Pour la première fois depuis 1972, le champion olympique a remporté tous ses matchs. Enfin, la Yougoslavie remporte la médaille de bronze aux dépens de la Hongrie grâce à sa victoire 27 à 23.
Mais avant de rêver d'une médaille d'or, les Sud-coréens ont transpiré durant des années à l'entraînement, écumé les tournois internationaux, visionné des centaines de vidéo, soulevé des tonnes de fonte. Des mois d'efforts récompensés par une victoire contre la Hongrie, vice-championne du monde : Péter Kovács, l'un des plus grands « bras » de tous les temps, était réduit au rôle d'observateur malgré ses 10 buts, admirant les percées, les contres et les tirs de la nouvelle « terreur », Kang Jae-won. Fin, inspiré et d'une incroyable vivacité, le coréen, auteur de 49 buts en 6 matches, a éclaboussé le tournoi de sa classe, reléguant les Kovács, Wahl (de) et autre Vujović au rang de « dinosaures », puissants, physiques mais de plus en plus inadaptés. L'ère du joueur de handball bâti dans les salles de musculation a vécu. Les Soviétiques, Anatoli Evtouchenko en tête, l'avaient compris un peu plus vite, en laissant libre cours à l'imagination d'un Alexandre Karchakevitch, le roi de la passe décisive, et à la vista du jeune Alexandre Toutchkine. Les autres entraîneurs européens, eux, ont préféré rester fidèles au jeu physique et se sont cassés les dents : les Jeux olympiques ont marqué la fin d'une époque et poussé vers la retraite toute une génération de handballeurs.
Dans le tournoi féminin, la compétition oppose pour la première fois huit équipes. Les Sud-Coréennes se sont préparées depuis plusieurs années pour le tournoi, s'entraînant à huis clos et dans des conditions spartiates. Si cela n'a pas porté ses fruits au Mondial 1986 avec une décevante 11e place, les efforts sont récompensés ici. Après une victoire contre la Tchécoslovaquie (+6), elles s'inclinent ensuite face à la Yougoslavie (-3). Ces trois équipes ayant battu les États-Unis et la Tchécoslovaquie ayant battu la Yougoslavie (+4), elles sont départagées à la différence de buts particulière, au profit des Coréennes et des Yougoslaves, ces dernières conservant les deux points acquis face aux Asiatiques. Dans l'autre groupe, la Norvège et l'URSS ont facilement dominé la Chine et la Côte d'Ivoire et se qualifient toutes deux pour le tour suivant avec un point, n'ayant pu se départager lors de leur confrontation (19-19).
Dans une poule finale très serrée, les Soviétiques ont d'abord battu la Yougoslavie (18-15), tandis que la Corée a battu la Norvège (23-20). Cela signifie qu'avant la dernière journée trois équipes étaient encore en position de gagner la médaille d'or tandis que la Norvège pouvaient encore remporter la médaille d'argent. La victoire des Norvégiennes face aux Yougoslaves 20 à 15 leur garantissait au moins une médaille de bronze, la Yougoslavie terminant au pied du podium. Le dernier match se révèle donc être une finale entre la Corée du Sud et l'URSS, disputée dans une salle remplie de supporters coréens enthousiastes. Les Coréennes s'échappèrent un temps à 16-12, mais cinq buts consécutifs des Soviétiques relance complètement le match, 17-16. Dans un ultime effort, devant une foule en délire, les hôtes se reprennent et s'imposent finalement 21 à 19. Le contraste a été flagrant entre ce « nouveau » handball, rapide et spectaculaire, et celui d'hier, lent, tactique et purement physique, à l'image des Soviétiques Natalia Morskova et ses 91 kilos ou de Zinaïda Tourtchyna et ses 42 ans, totalement dépassées par le jeu « à la coréenne ». Les Soviétiques reculent alors à la troisième place et les Norvégiennes remportent leur première médaille olympique, l'argent.
- Podiums des JO de Séoul
- Les Soviétiques, champions olympiques.
- Les Sud-coréens, médaillés d'argent
- Les Yougoslaves, médaillés de bronze.
- Les Sud-coréennes, championnes olympiques.

## Meilleurs handballeurs de l'année 1988
Une liste de 10 joueurs et 10 joueuses a été nommée en février 1989 par le magazine World Handball (Allemagne de l'Ouest) avec le soutien d'Adidas pour élire le joueur et la joueuse de handball de l'année 1988. Ce sont les journalistes sportifs des nations affiliées à la Fédération internationale de handball qui font leur choix dans la liste.
Les brillants résultats des Sud-coréens aux Jeux olympiques disputés en septembre 1988 (médaillés d'or chez les femmes et d’argent chez les hommes) ont logiquement pesé dans la décision des journalistes puisque Kim Hyun-mee, championne olympique, et Kang Jae-won, médaillé d'argent, ont été élus,, :
| Rang | Joueuse               | Nationalité          | Club(s)                   | Poste          | Votes | %      |
| ---- | --------------------- | -------------------- | ------------------------- | -------------- | ----- | ------ |
| 1    | Kim Hyun-mee          | Corée du Sud         | Chodang                   | Demi-centre    | 318   | 17,6 % |
| 2    | Jasna Merdan-Kolar    | Autriche             | Hypo Niederösterreich     | Demi-centre    | 279   | 15,4 % |
| 3    | Heidi Sundal          | Norvège              | Nordstrand IF             | Pivot          | 252   | 14,0 % |
| 4    | Natalia Anissimova    | Union soviétique     | Kouban Krasnodar          | Demi-centre    | 201   | 11,1 % |
| 5    | Mia Hermansson        | Suède                | Byåsen IL                 | Demi-centre    | 153   | 8,5 %  |
| 6    | Sun Xiulan            | Chine                | Shanxi ?                  | Ailière droite | 138   | 7,6 %  |
| 7    | Csilla Elekes (de)    | Hongrie              | Budapest Spartacus SC     | Pivot          | 108   | 6,0 %  |
| 8    | Nataša Kolega (hr)    | Yougoslavie          | ?                         | ?              | 93    | 5,1 %  |
| 8    | Mária Ďurišinová (sk) | Tchécoslovaquie      | Štart Bratislava          | ?              | 93    | 5,1 %  |
| 10   | Elena Leonte (de)     | Allemagne de l'Ouest | TV Lützellinden 1904 e.V. | Arrière        | 66    | 3,7 %  |
| 11   | Leora Jones (en)      | États-Unis           | ?                         | Arrière droite | 57    | 3,2 %  |
| 12   | Ingrid Steen          | Norvège              | IL Vestar ?               | ?              | 48    | 2,7 %  |

| Rang | Joueur                  | Nationalité          | Club(s)                             | Poste          | Votes | %      |
| ---- | ----------------------- | -------------------- | ----------------------------------- | -------------- | ----- | ------ |
| 1    | Kang Jae-won            | Corée du Sud         | Université Kyung Hee                | Arrière droit  | 348   | 17,8 % |
| 2    | Viatcheslav Atavine     | Union soviétique     | Dinamo Astrakhan ?                  | Arrière gauche | 330   | 16,9 % |
| 3    | Zlatko Portner          | Yougoslavie          | Metaloplastika Šabac                | Demi-centre    | 211   | 10,8 % |
| 4    | Magnus Wislander        | Suède                | Redbergslids IK                     | Demi-centre    | 183   | 9,3 %  |
| 5    | Kristján Arason (en)    | Islande              | VfL Gummersbach et Teka Santander   | Arrière droit  | 162   | 8,3 %  |
| 6    | Jochen Fraatz (de)      | Allemagne de l'Ouest | TUSEM Essen                         | Ailier gauche  | 147   | 7,5 %  |
| 7    | Frank-Michael Wahl (de) | Allemagne de l'Est   | SC Empor Rostock                    | Arrière gauche | 141   | 7,2 %  |
| 8    | Péter Kovács            | Hongrie              | OSC Dortmund et TV Großwallstadt    | Arrière gauche | 115   | 5,9 %  |
| 9    | Alexandre Karchakevitch | Union soviétique     | SKA Minsk                           | Ailier gauche  | 102   | 5,2 %  |
| 10   | Juan Francisco Muñoz    | Espagne              | FC Barcelone et Teka Santander      | Arrière gauche | 87    | 4,4 %  |
| 11   | Michal Barda (en)       | Tchécoslovaquie      | TV Großwallstadt et TuRU Düsseldorf | Gardien de but | 84    | 4,3 %  |
| 12   | Wieland Schmidt         | Allemagne de l'Est   | SC Magdebourg                       | Gardien de but | 48    | 2,5 %  |

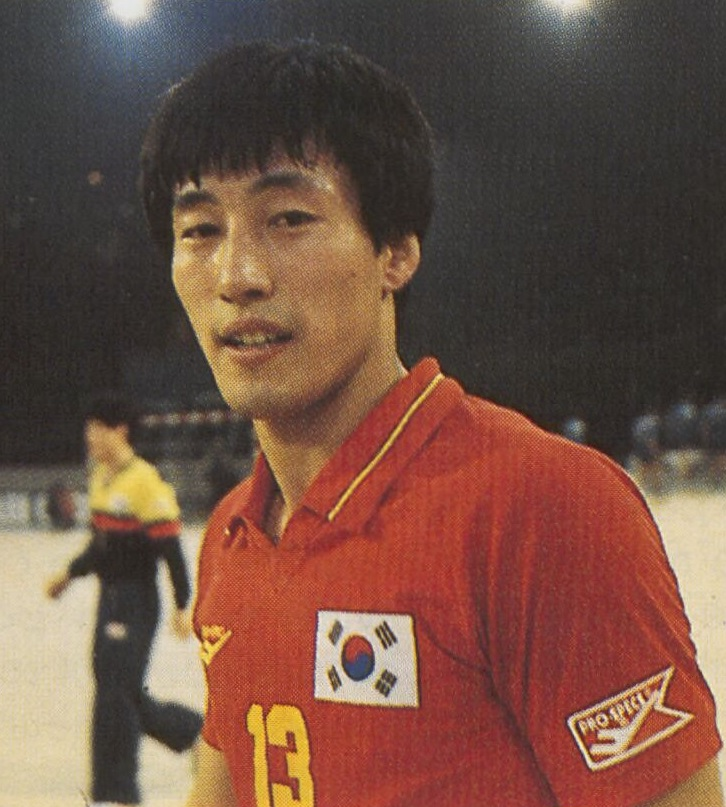
Kang Jae-won, élu meilleur handballeur mondial de l'année.

Remarque : contrairement à ce qu'annonce l'IHF, il ne s'agit pas de l'élection pour l'année 1989 mais bien pour l'année 1988,. Cela est cohérent avec le fait que la liste des nommés a été donnée au début de l'année 1989.

## Bilan de la saison 1987-1988 en club

### Coupes d'Europe
Les coupes d'Europe sont dominées par l'URSS puisque seule la Coupe de l'IHF masculine lui a échappé :
|    | Compétition                    | Vainqueur        | Finaliste             | Score   |
| -- | ------------------------------ | ---------------- | --------------------- | ------- |
| H. | Coupe des clubs champions (C1) | CSKA Moscou      | TUSEM Essen           | 39 – 33 |
| H. | Coupe des coupes (C2)          | SKA Minsk        | TV Großwallstadt      | 48 – 39 |
| H. | Coupe de l'IHF (C3)            | Minaur Baia Mare | Granitas Kaunas       | 43 – 41 |
| F. | Coupe des clubs champions (C1) | Spartak Kiev     | Hypo Niederösterreich | 33 – 31 |
| F. | Coupe des coupes (C2) (de)     | Kouban Krasnodar | Vasas SC              | 48 – 37 |
| F. | Coupe de l'IHF (C3) (de)       | Eglė Vilnius     | Budućnost Podgorica   | 56 – 52 |

### Saison 1987-1988 en France
|    | Compétition           | Vainqueur              | Second                             | Score                  |
| -- | --------------------- | ---------------------- | ---------------------------------- | ---------------------- |
| H. | Championnat de France | USAM Nîmes             | US Créteil                         | -                      |
| H. | Coupe de France       | Pas de coupe de France | Pas de coupe de France             | Pas de coupe de France |
| F. | Championnat de France | ES Besançon            | Stade français Issy-les-Moulineaux | -                      |
| F. | Coupe de France       | Pas de coupe de France | Pas de coupe de France             | Pas de coupe de France |

## Naissances et décès
Parmi les personnalités du handball nées en 1988, on trouve notamment :
- William Accambray, triple champion du monde, champion olympique et champion d'Europe.
- Domagoj Duvnjak
- Béatrice Edwige
- Niclas Ekberg
- Nycke Groot
- Luka Karabatic
- Niklas Landin Jacobsen
- Jorge Maqueda
- Carmen Martín
- Cristina Neagu